# Elisabetta Campus
Elisabetta Campus (Perugia, 6 ottobre 1960 – Perugia, 12 novembre 2014) è stata un'attivista italiana, cooperante internazionale e dirigente di Amnesty International.

## Biografia
Elisabetta Campus nasce a Perugia, il 6 Ottobre 1960, da madre pittrice e nipote dello scultore Tito Orfei e padre, di origini sarde, ufficiale pilota dell’aviazione. Il fratello Gianni ha esercitato la professione medica presso il Policlinico di Perugia. Elisabetta frequenta il liceo classico e si laurea in Giurisprudenza all’Università di Perugia.  Successivamente ottiene un attestato post laurea come progettista di cooperazione internazionale e partecipa a numerosi corsi sul sottosviluppo, l'assistenza umanitaria, le operazioni di emergenza e sugli interventi umanitari.
Dall'età di 16 anni ricopre il ruolo di soprano nella Corale Raffaele Casimiri della Cattedrale di San Lorenzo (Perugia), ruolo che mantiene per molti anni della sua adolescenza. Appassionata sportiva, si dedica a varie discipline, in particolare al karate, allo sci e al nuoto acrobatico, anche sotto il profilo agonistico. 
Dai primi anni ottanta ha ricoperto il ruolo di assistente amministrativo presso l’Istituto Zooprofilattico dell'Umbria e delle Marche. Attiva precocemente nel sociale, si adopera in varie iniziative e frequenta negli ultimi anni della sua vita, un corso come volontario presso la Croce Rossa Italiana.
Nel 1990 inizia il suo impegno come attivista del Gruppo Italia 45 di Perugia, associazione civile che si occupa, assieme alla sezione Umbria di Amnesty International, della difesa dei diritti umani. Nel 1992, ne ricoprirà la carica di tesoriere. Entrata nella sezione Umbria di Amnesty International sin dai primi anni ‘90, ne ricopre vari incarichi anche a livello nazionale.
Muore prematuramente il 12 novembre 2014 a Perugia.
Attività in Amnesty International. Responsabile nazionale per il Coordinamento Nord America.

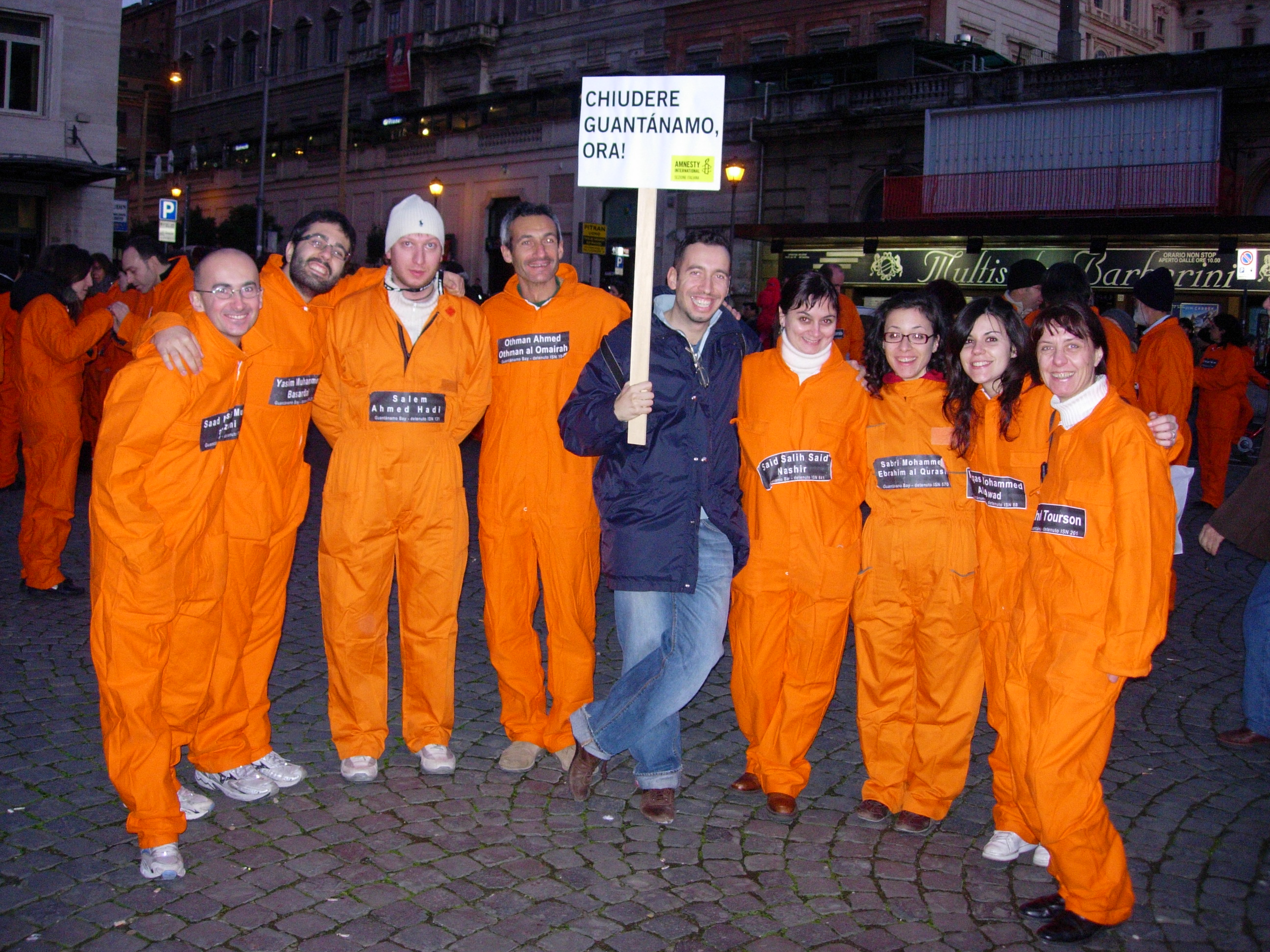
In occasione della campagna per la chiusura del campo di prigionia di Guantanamo

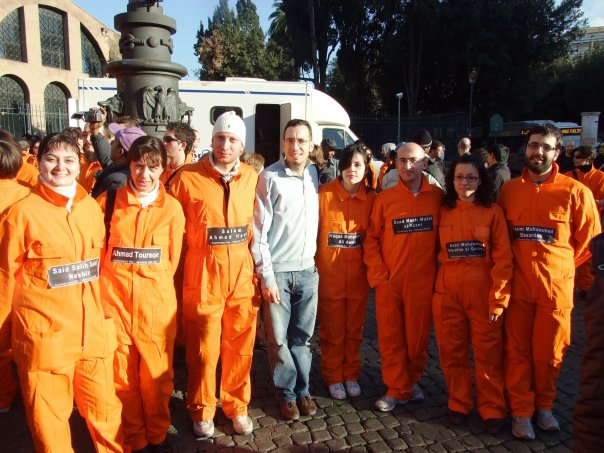
Durante una manifestazione per la tutela dei diritti umani a Guantanamo.

A seguito del suo impegno nel movimento, le vengono conferiti i primi incarichi di responsabilità: dal Novembre 1997 al Marzo 2003 è tesoriere della Circoscrizione Umbria di Amnesty International, e dal Marzo 2003 al Marzo 2004, ne è vice-responsabile. Infine, dal 2004 al 2008, ne diviene responsabile.
A livello nazionale, dal Febbraio 2008 ad Aprile 2009 è membro della Commissione Raccolta-Fondi e dal Luglio 2009 ad Aprile 2010 della Commissione Formazione.
Dal Novembre 2003 è anche membro del Coordinamento Nord-America e Isole Caraibiche, della Sezione italiana di Amnesty, con il quale inizia una intensa attività di collaborazione fino a diventarne responsabile dal Novembre 2010. Collabora anche con il Coordinamento Minori per quanto riguarda le condanne a morte dei minorenni negli USA.
La sua attività si concentra anche nella difesa dei diritti dei nativi americani con i quali condivide la ricerca della spiritualità. Per molti anni d’estate si reca in 
Dakota del Sud nei territori del popolo dei Lakota Sichangu Oyate (Brulé), per condividere esperienze spirituali.
Da segnalare la collaborazione con il capo spirituale e portavoce professor Duane Hollow Horn Bear, insegnante al Dipartimento degli Studi Lakota della Sinte Gleska University, presso la Rosebund Indian Reservation di Mission (Dakota del Sud).
Il Centro Documentazione "Elisabetta Campus" presso la Biblioteca Comunale di San Matteo degli Armeni in Perugia.

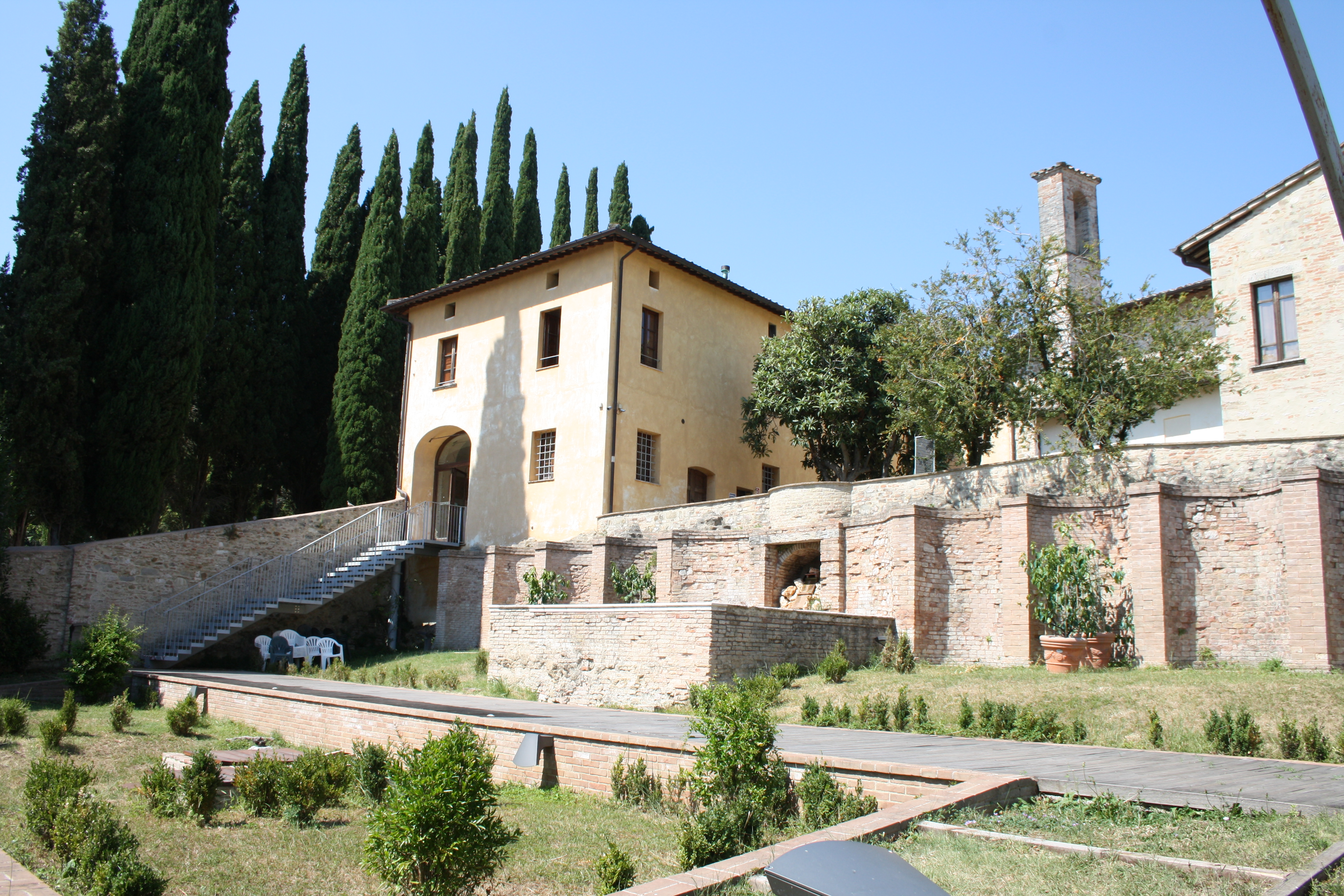
Il Centro Documentazione presso S.Matteo degli Armeni in Perugia

A testimonianza della sua attività, Elisabetta Campus lascia un significativo materiale cartaceo, fotografico e digitale, il quale è stato dichiarato dalla Soprintendenza archivistica e bibliografica dell'Umbria, di interesse storico particolarmente importante. Nel 2024, dopo un lavoro di riordino dell'archivio, ne è stato redatto un inventario. Nel Marzo del 2025, presso il salone storico della Soprintendenza Archivistica e Bibliografica dell’Umbria, una conferenza ha approfondito lo stato di conservazione della documentazione, di questo come degli altri archivi italiani in materia, nonché la possibilità di consultazione da parte degli utenti.
La parte digitale, comprende migliaia di files inerenti all’attività di Amnesty International in Italia, dal 2008 al 2014. Sono riportate le campagne, le circolari, le assemblee e l’attività in generale, suddivise per annualità, incluse le iniziative locali. Un fascicolo, in particolare,  contiene tutti i rapporti, un tempo riservati, di Amnesty International circa la situazione dei diritti umani presso il Campo di prigionia di Guantánamo, oggi a disposizione per studiosi, tesisti in diritti umani e scienze politiche.
Il fondo, è oggi conservato presso il Centro di Documentazione per i Diritti Umani della Circoscrizione Umbria e del gruppo 45 di Amnesty International intitolato ad Elisabetta Campus, presso la Biblioteca San Matteo degli Armeni in Perugia.
Tutto il materiale è stato trovato e rilevato presso la sua residenza e messo a disposizione del Centro di Documentazione dalla sua famiglia.
| Evento-manifestazione | Autore dell'intervento    | Fonte audio |
| --- | ------------------------- | --- |
| Dossier Libertà controllata. Polizia, potere politico e movimenti per i diritti umani e civili (1945-2000) - Assisi, 9 Giugno 2013                                                                         | Vari ed Elisabetta Campus | http://www.radioradicale.it/scheda/382946/dossier-liberta-controllata-polizia-potere-politico-e-movimenti-per-i-diritti-umani-e |
| Incontro - dibattito "I diritti umani in Russia negli anni 2000. Da Antonio Russo ad Anna Politkovskaya, dai ceceni agli omosessuali: tutte le vittime dell'era Putin". Perugia, 3 Luglio 2008             | Vari ed Elisabetta Campus | http://www.radioradicale.it/scheda/257569/incontro-dibattito-i-diritti-umani-in-russia-negli-anni-2000-da-antonio-russo-ad-anna |
| Presentazione del Centro di documentazione per i diritti umani "Elisabetta Campus" e dell'archivio della Circoscrizione Umbria e del gruppo di Perugia di Amnesty International. Perugia, 10 Novembre 2015 | Interventi di Autori vari | http://www.radioradicale.it/scheda/458395/presentazione-del-centro-di-documentazione-per-i-diritti-umani-elisabetta-campus-e    |
| Conferenza "Per un'archivistica dei diritti umani. Gli archivi di Amnesty International e di Elisabetta Campus. Perugia, 28 Marzo 2025                                                                     | Interventi di Autori vari | https://www.radioradicale.it/scheda/755510/per-unarchivistica-dei-diritti-umani-gli-archivi-di-amnesty-international-e-di       |